# Őriszentpéter
Őriszentpéter est une petite ville se situant dans le comitat de Vas.

## Géographie
Le village se trouve dans les collines de la région d'Őrség. Il est considéré comme « la capitale de l'Őrség » (az Őrség fővárosa).